# 남자는 괴로워 4
남자는 괴로워 4(新・男はつらいよ, Tora-san's Grand Scheme)는 일본에서 제작된 고바야시 슌이치 감독의 1970년 코미디 영화이다. 아츠미 키요시 등이 주연으로 출연하였다.

## 출연

### 주연
- 아츠미 키요시
- 바이쇼 치에코

### 조연
- 쿠리하라 코마키
- 요코우치 타다시
- 자이츠 이치로
- 마에다 긴
- 모리카와 신
- 미사키 치에코
- 다자이 히사오
- 류 치슈
- 이시이 켄이치
- 사야마 슌지